# Historia del Elche Club de Fútbol

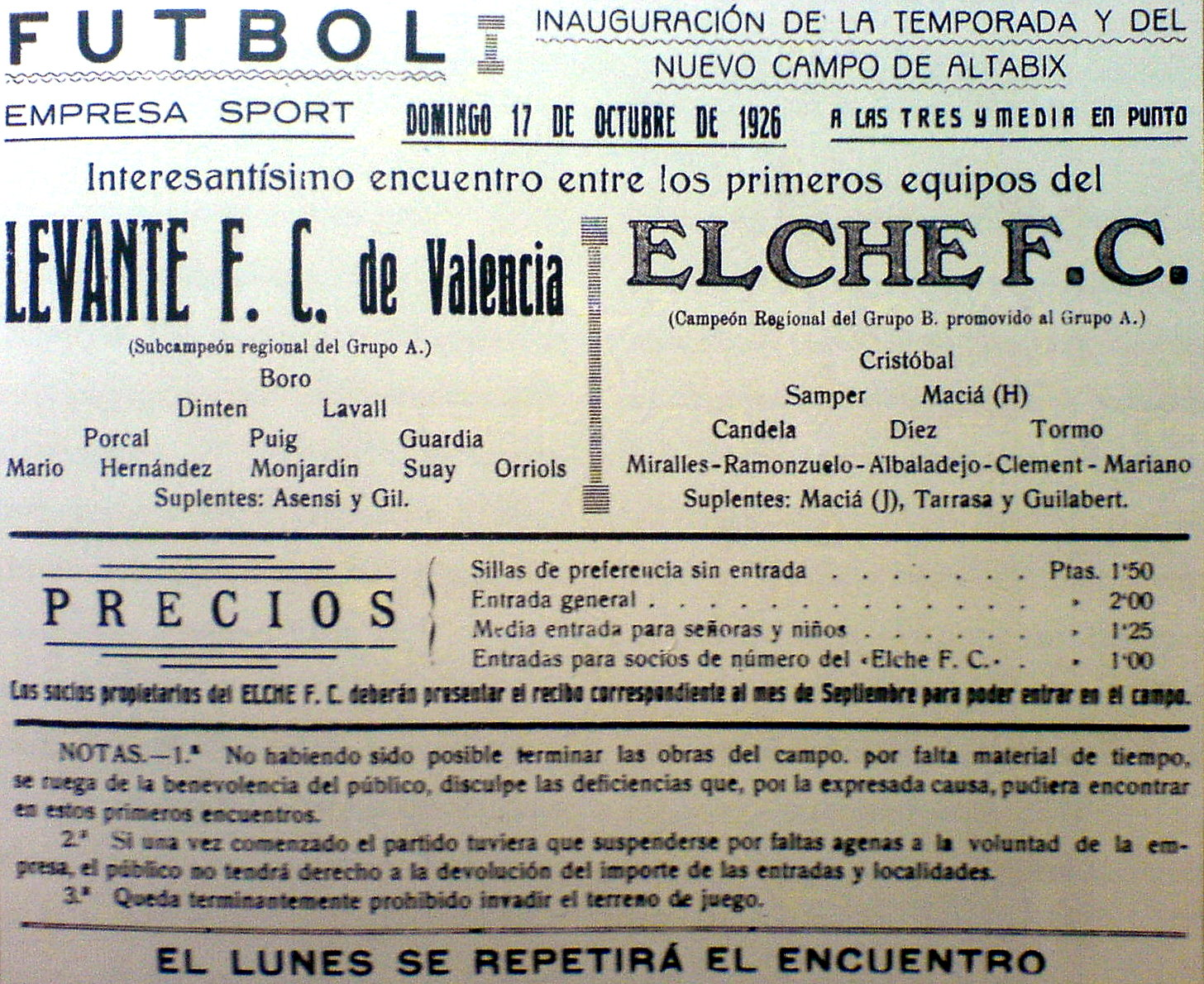
Cartel anunciador de la inauguración del Campo de Altabix el 17 de octubre de 1926.

## Los orígenes del fútbol en Elche (1900-1922)
El fútbol en Elche comenzó a desarrollarse a finales del siglo XIX, cuando unos marineros ingleses, a bordo del buque Theseus, que traía a científicos de Gran Bretaña para estudiar el eclipse de Sol del 28 de mayo de 1900, se distraían en la playa del Tamarit jugando a un deporte hasta entonces desconocido en toda la provincia, el foot-ball. Años más tarde, entre 1907 y 1908 y a iniciativa de los más jóvenes, se iniciarían los primeros clubes del pueblo de Elche como el Illice Football Club, que empezaría a disputar sus partidos en el antiguo Campo de El Clot hacia 1914. Así mismo, otros equipos de la villa como el Sporting Ilicitano o la Gimnástica FC también se constituirían durante estas fechas, y ya en la década de los años 10, se crearían otros como la Estrella o el Quiles y Rodríguez.

#### Fundación del Elche FC
El día 28 de agosto de 1922, se funda en una cueva cercana al río Vinalopó en la que se guardaba el material pirotécnico del artista local Vicente Albarranch, el actual Elche Club de Fútbol. Pero antes, en aquel mismo verano de 1922, el alcalde ilicitano, D. Lorenzo Fenoll Serrano, manifestaría desde el periódico local Nueva Illice la idea de crear una selección ilicitana que representase a todo el pueblo de Elche, además de hacer frente a otros equipos de la zona como la poderosa Natación de Alicante, club de referencia en la provincia por aquel entonces. Es así cuando en agosto se reúnen directivos, empresarios y presidentes de todos los clubes ilicitanos, anteriormente mencionados, para formar su fusión y crear al Elche Football Club (actual Elche Club de Fútbol), siendo su primer presidente Mariano Rodríguez Irles.
Sin embargo, no sería hasta el 10 de enero de 1923 cuando el equipo se inscribiría en la Federación Levantina, fecha en la que se puede interpretar como la de su fundación oficial.

## Primeros años (1923-1930)
La primera equipación del Elche sería de camiseta y pantalón blanco como la mayoría de equipos españoles durante la época. No sería hasta el año 1926 cuando el checoslovaco Antón Fivébr, primer entrenador internacional en la historia del Elche, introduciría la icónica franja verde en el pecho después de haber contemplado todo el Palmeral de la ciudad desde lo alto de la Basílica de Santa María. Lo que él no sabía es que acababa de crear el máximo símbolo del deporte ilicitano. 
El primer partido en la historia del Elche sería contra el Monóvar, partido disputado en honor a sus fiestas de la Virgen, finalizando el encuentro con victoria ilicitana por 4-0. No obstante, el primer partido oficial no sería hasta 1925 contra el Crevillente Deportivo al que también sería vencido esta vez por 0 goles a 2. El primer campo de fútbol de la entidad sería el Campo de Don Jeremías, hasta que en el año 1926 se crearía la que sería su nueva casa hasta 1976, el histórico Campo de Altabix. El Elche comienza su trayectoria futbolística en categorías regionales, mientras que su primer partido internacional sería en 1927 frente al club chileno Colo-Colo, que vencería a los franjiverdes por 2-3. Tras estar varios años inscrito en la Federación Levantina, el Elche se iría a finales de los años 20 a la Murciana acompañado de otros equipos como el Hércules de Alicante. Tras la primera gran reforma del fútbol español en 1929 creándose definitivamente el Fútbol Profesional y la Liga, el Elche empezaría su dilatado currículum liguero en Tercera División.

## Años 30
En 1932 participa, por primera vez, en las eliminatorias de ascenso a Segunda División. En ese mismo año también es cuando se funda el filial del club, el actual Club Deportivo Ilicitano, que en aquella época recibiría el nombre Sportman Club Ilicitano. Ya por fin en la temporada 1933/1934 el Elche lograría su primer ascenso a Segunda División, quedando encuadrado en el Grupo III y finalizando en 4ª posición. A raíz de la Guerra civil española se suspenderían todas las competiciones federadas, aunque se seguirían jugando partidos amistosos a iniciativa de los futbolistas que no estaban en el frente para intentar mantener la moral de la población. Durante aquellos 3 años se disputarían partidos semanalmente ante equipos cercanos, como el Hércules, el Eldense, el Crevillente, el Alicante o el Real Murcia, entre otros. Acabada la guerra, el 10 de mayo de 1939 se acordaría la reorganización del club. En esta temporada el Elche se encontraba encuadrado en el Grupo IV de la Segunda División, donde quedaría penúltimo con 9 puntos, descendiendo a Tercera.

## Años 40
Los años 1940, serían una década de ascensor para el club franjiverdes. En la 1941/42, se regresa a Segunda División, pero a la siguiente temporada desciende de nuevo a Tercera. No lo volvería a intentar hasta 6 años después, en la 49-50, pero el equipo volvería a decepcionar descendiendo otra vez con 23 puntos. 

## La Cooperativa
En el año 1953 y ante el riesgo de que desapareciera el club, motivado por una serie de problemas, surge la mítica fórmula de la Cooperativa, una autogestión democrática, en la que los jugadores administraban los ingresos por taquilla, restaban los gastos y el dinero restante lo repartían, proporcionalmente, a la cotización de cada jugador. Los jugadores, asimismo, se ocuparon, poco 
antes de comenzar la temporada, de adecentar los vestuarios, limpiar las gradas, pintar los palcos y encalar las paredes del estadio de Altabix. 
En la temporada 1956/57 se vuelve al sistema de socios y se introducen los abonos de temporada como fuente de ingresos.

## Ascenso a Primera División (1959)
En la temporada 1957/58, el club lograría ascender de nuevo a 2ª División, quedando 1° en Tercera y a la temporada siguiente, 1958/59 logra su primer ascenso a 1ª División, volviendo a ser campeón con 40 puntos del Grupo Sur, conseguido en el último partido ante el Tenerife, al que se le vence por 0-3. El más destacado del equipo fue el exjugador del F.C. Barcelona, César Rodríguez, que además ejercía de entrenador.
Alineación con la que el Elche ascendió por primera vez a Primera división en 1959:
| - Isidro - Gómez - Rico - Quirant - Campos - Mezquita - Pitarch - Souto - César - Moll - Nito - Entrenador: César |  | Isidro Gómez Rico Quirant Mezquita Nito Souto César Moll Campos Pitarch |
| Isidro Gómez Rico Quirant Mezquita Nito Souto César Moll Campos Pitarch                                           |  |                                                                         |

## Los años sesenta: La década dorada
Otra fecha destacable es la del año 1960 en la que se disputa la primera edición del Trofeo Festa d'Elx, uno de los más antiguos de España. 
En la temporada 59-60 debuta en la Primera división española. En la temporada 63-64 y por primera vez en su historia, el club ilicitano lidera la clasificación de primera. Entrenados por el paraguayo Heriberto Herrera, que posteriormente ficharía por la Juventus italiana, el equipo finalizaría en quinta posición, la mejor clasificación en la historia de la entidad ilicitana. 
No fue hasta la temporada 65-66 cuando por primera vez se retransmite para toda España un encuentro desde el Campo de Altabix. Fue en un partido contra el Pontevedra CF el 19 de diciembre de 1965. Hecho también célebre en la historia dorada del equipo fue la azaña de conseguir el Trofeo Pichichi de la Primera División en la temporada 1965/66 por parte del jugador salmantino Luciano Sánchez "Vavá" que esa temporada marcó la cifra de 19 tantos en el torneo, superando como anotador a Luis Aragonés del Atlético de Madrid.
Además de los triunfos del primer equipo cabe destacar el del filial del club, el Deportivo Ilicitano el cual en la temporada 67/68 asciende a Segunda división. 
En la temporada 68-69 logra su mayor éxito al alcanzar la final de la Copa del Generalísimo proclamándose subcampeón. El 15 de junio de 1969, en el Santiago Bernabéu, el club disputa la final contra el Athletic Club, en el que jugaban, entre otros, Iríbar, Txetxu Rojo, Javier Clemente, Iñaki Sáez, etc. A pocos minutos del final, tras un encuentro de gran igualdad, el equipo vasco consigue el 1-0 que le daría el título. La alineación del Elche, entrenados por Roque Gastón Máspoli, fue: Araquistáin, Iborra, Lezcano, González, Llompart, Ballester, Serena, Curro, Vavá, Casco y Asensi.
Como nota curiosa destaca un hecho ocurrido en la temporada 69-70 en la que el árbitro Emilio Guruceta fue detenido al acabar el encuentro contra el Athletic Club, por orden del alcalde de Elche "por alteración del orden público". El motivo de esta situación fue el discutible penalti que pitó a favor del equipo bilbaíno a punto de acabar el partido.
Alineación subcampeona de la copa del Generalísimo de 1969:
| - Araquistáin - Iborra - Lezcano - González - Llompart - Ballester - Serena - Curro - Asensi - Vavá - Casco - Entrenador: Roque Gastón Máspoli |  | Araquistáin Iborra Lezcano González Llompart Casco Vavá Asensi Serena Ballester Curro |
| Araquistáin Iborra Lezcano González Llompart Casco Vavá Asensi Serena Ballester Curro                                                          |  |                                                                                       |

## El descenso a Segunda

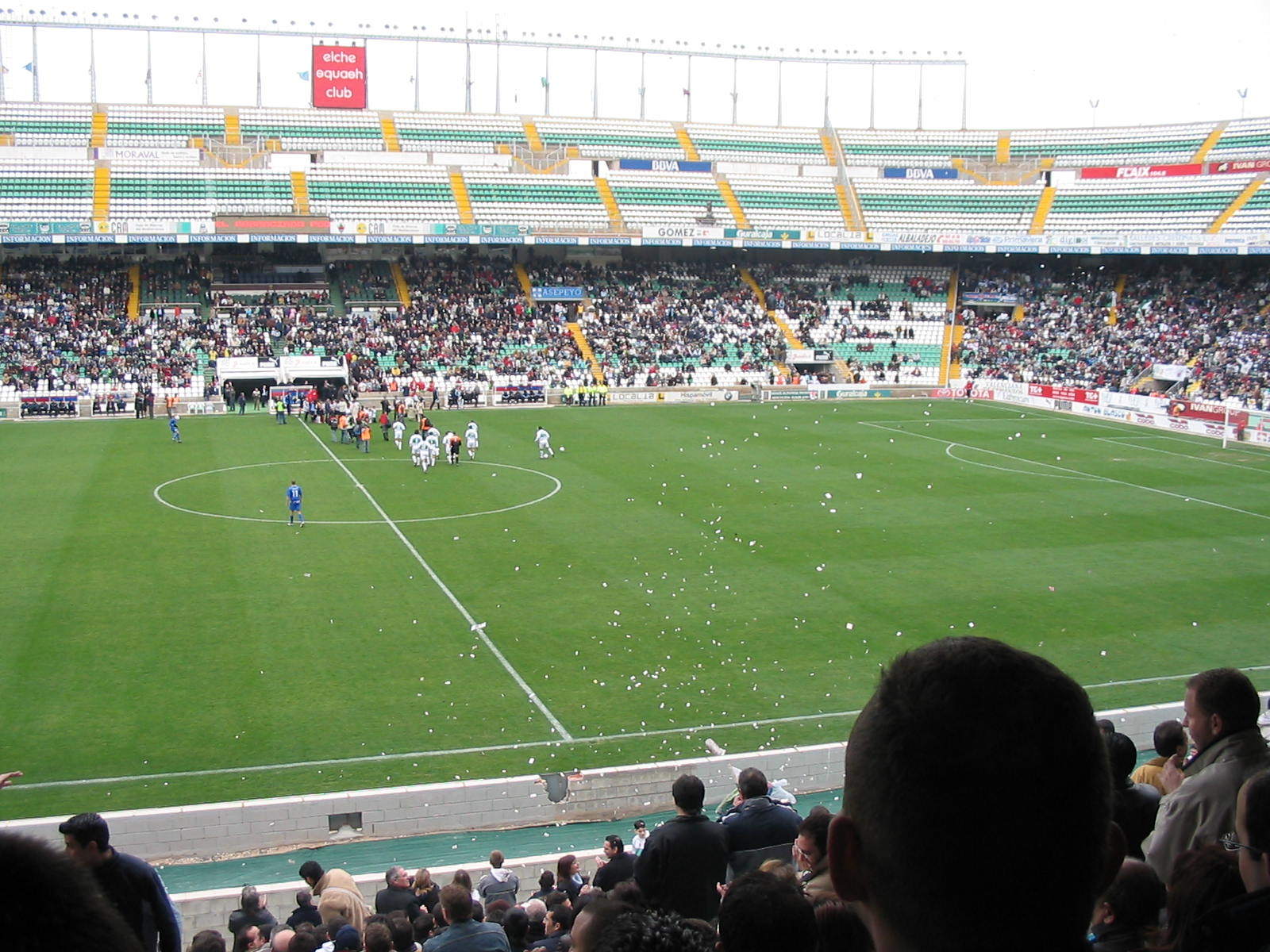
partido

En la temporada 70/71 y tras doce temporadas en Primera división, el club pierde la categoría y desciende, dos años más tarde al finalizar la temporada 72/73 se consigue el ascenso. Pero en la 77/78 de nuevo se desciende a Segunda división.
Una fecha importante en la historia de la entidad franjiverde es la del 8 de septiembre de 1976 en la que se inaugura el Nuevo Estadio del Elche Club de Fútbol, que más tarde se denominaría Estadio Martínez Valero.
En el año 1979 el Elche Juvenil gana el Torneo Internacional de Ginebra, ante equipos como el Liverpool o el Grasshopper-Club Zürich.

## El equipo ascensor
Durante los años 80 el Elche se convierte en un equipo ascensor, siempre candidato a subir a 1ª División, pero donde no consigue mantenerse más de un año. En la temporada 80-81 llega a la última jornada en tercera posición y con grandes posibilidades de ascenso. Le basta el empate, pero el equipo visitante, el Cádiz CF, es muy superior y vence 1-2 con el estadio lleno hasta la bandera. Literalmente: se dice que entraron 80 000 personas pero no hay datos fiables.
Tres años después, en la temporada 83/84 el club ilicitano asciende de nuevo a 1ª División. En el último partido de la temporada, de nuevo se jugaba el ascenso contra el filial del Athletic de Bilbao. 
Alineación con la que el Elche ascendió por tercera vez a Primera división en 1984:
| - Miguel Recio - López Pérez - Juanín - Quesada - Pérez García - Ruiz - Germán Leguía - Belanche - Anquela - Boria - López Murga - Entrenador: Roque Olsen |  | Miguel Recio Pérez García Juanín López Pérez Quesada Belanche Boria Anquela Germán Leguía López Murga Ruiz |
| Miguel Recio Pérez García Juanín López Pérez Quesada Belanche Boria Anquela Germán Leguía López Murga Ruiz                                                 |  | |

Pero su estancia en la máxima categoría sería breve ya que en la temporada siguiente, la 84/85, se desciende de nuevo a 2ª División.
En la temporada 87-88 se consigue el último ascenso del equipo a Primera división, gracias al segundo puesto conseguido en segunda división, en esta temporada se consigue el ascenso, logrando el delantero Sixto el Pichichi de 2ª y Miguel Recio obtiene el Trofeo Zamora al portero menos goleado de la categoría. Sin embargo una temporada después (88-89) se desciende a Segunda división.

## Los años en 2ª B
En la temporada 90/91 el Elche C. F. desciende por primera vez a Segunda División B. Se hace cargo del club Anselmo Navarro, único directivo que presenta su candidatura. En esta temporada el club pasa por serios problemas económicos debido a una deuda de 2.000 millones de pesetas con la Hacienda Pública, con lo que el club está a punto de descender a Tercera División. En 1994, tras una asamblea extraordinaria en el Gran Teatro, Diego Quiles Navarro asume la presidencia del club. En 1995 tiene lugar la segunda refundación del club, los socios dan paso a los accionistas al crearse la Sociedad Anónima Deportiva Elche Club de Fútbol. 
Como nota positiva cabe señalar que en el año 1996 el estadio Martínez Valero es elegido como escenario para el partido internacional España-Macedonia (3-0), clasificatorio para la Eurocopa de Naciones. En la temporada 1996/97 el club consigue el ascenso a Segunda División, tras seis años en la categoría de bronce, no obstante se descendería una temporada después. En la siguiente temporada (1998/99) se logra de nuevo el ascenso a la 2ªA.
Alineación que logró el ascenso a 2ª División en Melilla:
| - Lafuente - Carmelo - Alejo - Asier - Izquierdo - Vilanova - Dani Borreguero - Bidaurrázaga - Juanjo - Claudio - Armentano - Entrenador: Tolo Plaza |  | Lafuente Izquierdo Asier Carmelo Alejo Bidaurrázaga Juanjo Armentano Vilanova Claudio Dani Borreguero |
| Lafuente Izquierdo Asier Carmelo Alejo Bidaurrázaga Juanjo Armentano Vilanova Claudio Dani Borreguero                                                |  | |

## La actualidad

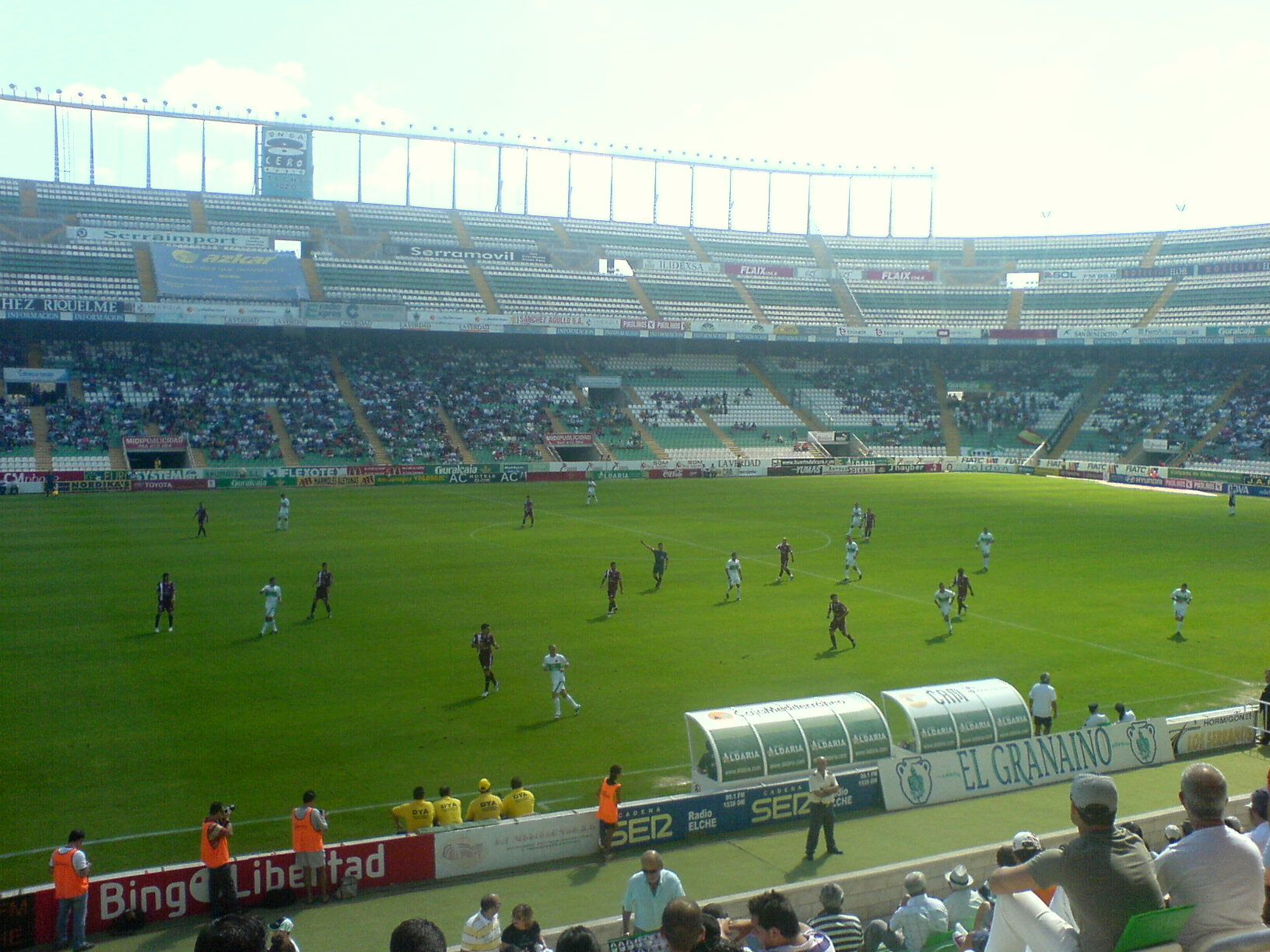
Visión del estadio Martínez Valero, en un partido de liga entre el Elche C. F. y el C. D. Tenerife.

En la temporada del retorno a la categoría de plata logra alcanzar la 15.ª posición. A partir ahí su mejor posición fue en 2002, con Julián Rubio en el banquillo, Hasta la temporada 2010/2011 en la que el equipo quedó 4º clasificado por detrás del F.C. Barcelona 'B' lo que hubiera significado el ascenso directo de no ser por el cambio de normativa que obliga a jugar un Play-Off de Ascenso, en el cual fue eliminado en la final a doble partido con polémica por el Granada CF,. En 3 de las últimas 4 temporadas el club repite la 10 posición, consolidándose en mitad de la clasificación. Actualmente cuenta con 7500 abonados, 13 peñas y un presupuesto de 6.900.000 €.'En la temporada 2008/09 ha alcanzado los 2500 partidos en todas las divisiones y los 1400 goles en Segunda División.
El 23 de agosto del año de 2020, el Elche club de fútbol volvía a Primera División tras su descenso en 2015. Lo logra con un gol en el minuto 96 frente al equipo que aquel año disputaba también el ascenso que fue el Girona Club de Fútbol.